# Willy Flach
Willy Flach (* 17. Januar 1903 in Greiz; † 17. März 1958 in Bonn) war ein deutscher Archivar und Historiker.

## Leben
Willy Flach war der Sohn eines Malermeisters. Nach dem Schulbesuch in Greiz absolvierte er 1923 das dortige Lehrerseminar. Er studierte von 1926 bis 1930 an den Universitäten in Jena, München und Wien. 1930 promovierte er mit einer Dissertation über Die Urkunden der Vögte von Weida, Gera und Plauen bis zur Mitte des 14. Jahrhunderts zum Dr. phil.
Ab 1931 arbeitete er im thüringischen Archivwesen. Nachdem er zum 1. Mai 1933 der NSDAP beigetreten war (Mitgliedsnummer 2.194.555), wurde er 1934 zum Direktor des Staatsarchivs Weimar und der Thüringischen Staatsarchive berufen. 1937 wurde unter maßgeblicher Mitwirkung Flachs die Thüringische Historische Kommission gegründet, deren Vorsitzender er wurde. Ab 1939 war er Mitglied der Akademie gemeinnütziger Wissenschaften zu Erfurt. 1940 erhielt Flach einen Lehrauftrag an der Universität Jena, 1942 wurde er zum Honorarprofessor ernannt.
Von 1950 bis 1958 war er Dozent am Institut für Archivwissenschaft in Potsdam und von 1953 bis 1958 Professor an der Humboldt-Universität zu Berlin. Ab 1953 war er außerdem Direktor des Goethe- und Schiller-Archivs. Im November 1956 wurde er zum Mitglied der Sächsischen Akademie der Wissenschaften gewählt.
1958 bekam er eine Berufung an die Universität Bonn als Professor für Historische Hilfswissenschaften und Rheinische Landesgeschichte. Die DDR-Behörden untersagten ihm die Wahrnehmung dieser Berufung, woraufhin er die „illegale Ausreise“ in die Bundesrepublik antrat und dadurch gesundheitlich so angeschlagen wurde, dass er kurz nach seiner Flucht verstarb. Er hinterließ eine Frau und zwei Kinder.

## Werk
Neben seiner Dissertation legte Willy Flach zahlreiche Publikationen zur Geschichte Thüringens vor. Er initiierte die Zeitschrift des Vereins für thüringische Geschichte und Altertumskunde (1937–1943) und die Schriftenreihe Thüringer Archivstudien (1951–1958). Die wissenschaftlichen Arbeiten Flachs beschäftigten sich mit der Landesgeschichte, den Hilfswissenschaften und der Archivwissenschaft. Außerdem veröffentlichte Flach 1955 den in der Archiv- und Bibliothekswissenschaft viel beachteten, damals umstrittenen und heute anerkannten Artikel Literaturarchive.

## Schriften (Auswahl)
- Die Entstehung der schwarzburgischen Hauptarchive. In: Willy Flach (Hrsg.): Festschrift Berthold Rein zum 75. Geburtstag. Forschungen zur schwarzburgischen Geschichte, Frommannsche Buchhandlung Walter Biedermann, Jena 1935, S. 45–61.
- Goetheforschung und Verwaltungsgeschichte. Goethe im geheimen Consilium 1776–1786. Böhlau, Weimar 1952.
- Literaturarchive. In: Archivmitteilungen 5 (1955), S. 4–10.
- Beiträge zum Archivwesen, zur thüringischen Landesgeschichte und zur Goetheforschung. Hrsg. von Volker Wahl, Böhlau, Weimar 2003.